# Le Samyn 2016
La Le Samyn 2016, quarantottesima edizione della corsa, valida come prova dell'UCI Europe Tour 2016 categoria 1.1, fu disputata il 2 marzo 2016 per un percorso di 202,6 km.
Fu vinta dall'olandese Niki Terpstra, al traguardo in 4h52'48" alla media di 41,52 km/h, staccandosi a 15 km dall'arrivo dal gruppetto di cui faceva parte.
Alla partenza da Quaregnon i ciclisti erano 188, dei quali furono in 28 a concludere la gara a Dour.

## Squadre partecipanti
Prendono parte alla competizione 25 squadre: 8 formazioni con licenza UCI World Tour, 10 squadre UCI Professional Continental e 7 formazioni UCI Continental.
| N.      | Cod. | Squadra                      |
| ------- | ---- | ---------------------------- |
| 1-8     | LTS  | Lotto-Soudal                 |
| 11-18   | ALM  | AG2R La Mondiale             |
| 21-28   | BMC  | BMC Racing Team              |
| 31-38   | EQS  | Etixx-Quick Step             |
| 41-48   | FDJ  | FDJ                          |
| 51-58   | KAT  | Team Katusha                 |
| 61-68   | TLJ  | Team Lotto NL-Jumbo          |
| 71-78   | BOA  | Bora-Argon 18                |
| 81-88   | CCC  | CCC Sprandi Polkowice        |
| 91-98   | COF  | Cofidis, Solutions Crédits   |
| 101-108 | DMP  | Delko-Marseille Provence-KTM |
| 111-118 | DEN  | Direct Énergie               |
| 121-128 | FVC  | Fortuneo-Vital Concept       |

| N.      | Cod. | Squadra                          |
| ------- | ---- | -------------------------------- |
| 131-138 | ONE  | ONE Pro Cycling                  |
| 141-148 | ROP  | Roompot Oranje Peloton           |
| 151-158 | TSV  | Topsport Vlaanderen-Baloise      |
| 161-168 | WGG  | Wanty-Groupe Gobert              |
| 171-178 | WBC  | Wallonie Bruxelles-Group Protect |
| 181-188 | CCB  | Color Code-Arden Beef            |
| 191-198 | CRV  | Crelan-Vastgoedservice           |
| 201-208 | VER  | Veranclassic-Ago                 |
| 211-218 | WIL  | Veranda's Willems Cycling Team   |
| 221-228 | SHI  | Superano Ham-Isorex              |
| 231-238 | MMM  | Team 3M                          |
| 241-248 | SKT  | An Post-ChainReaction            |

## Ordine d'arrivo (Top 10)
| Pos. | Corridore         | Squadra   | Tempo    |
| ---- | ----------------- | --------- | -------- |
| 1    | Niki Terpstra     | Etixx     | 4h52'48" |
| 2    | Scott Thwaites    | Bora      | a 19"    |
| 3    | Florian Sénéchal  | Cofidis   | a 37"    |
| 4    | Loïc Vliegen      | BMC       | s.t.     |
| 5    | Nils Politt       | Katusha   | s.t.     |
| 6    | Dylan Groenewegen | Lotto NL  | a 44"    |
| 7    | Sven Erik Bystrøm | Katusha   | s.t.     |
| 8    | Tim Declercq      | Topsport  | a 46"    |
| 9    | Maarten Wynants   | Lotto NL  | a 48"    |
| 10   | Tony Hurel        | Direct É. | a 1'00"  |